# Кошмяков Владислав В'ячеславович
Владисла́в В'ячесла́вович Кошмяко́в — полковник, ветеран військової служби, колишній командир підрозділів спеціального призначення «Булат» і «Грім» Управління державної охорони України, заступник начальника відділу по боротьбі з організованими злочинними угрупуваннями та лідерами злочинного середовища, старший оперативний уповноважений з особливо важливих справ Управління по боротьбі з організованою злочинністю.

## Життєпис
З 2002 року безпосередньо брав участь у ліквідації банди київських міліціонерів — перевертнів, якою керував підполковник Ігор Гончаров. У лютому 2005 року, був контужений, при вибуху гранати, однак продовжував діяти рішуче та відбив озброєний напад, врятувавши життя свідку. 28 листопада 2007 року майор міліції Владислав Кошмяков нагороджений орденом «За мужність» III ступеня.
Стояв біля витоків боротьби з організованою злочинністю у Києві, брав участь у ліквідації злочинних угрупувань, у розслідуванні низки вбивств на території Донецької області. Указом Президента № 835 «За вагомий особистий внесок у боротьбі зі злочинністю, зразкове виконання службових обов'язків, високий професіоналізм, проявлений при розслідуванні особливо важливих кримінальних справ», нагороджений медаллю «За бездоганну службу». ІІІ ступеня.
Станом на березень 2014 року — підполковник, чверть віку в правоохоронних органах, з них 21 — на оперативній роботі. Відновлений на посаді після довгої судової тяганини.
2014 року зведений підрозділ УДО з більш ніж 200 чоловік під командуванням Владислава Кошмякова звільнив приміщення Донецької СБУ. Під час очікування подальших наказів при спробі захоплення ДонСБУ групою невстановлених осіб було застосовано зброю.
Згодом Кошмякову було доручено зайнятися підготовкою звільнення Донецької обладміністрації. На третій або четвертий день перебування у приміщенні СБУ загін почав посилено готуватися до штурму приміщення ОДА.
Пізніше командування перестало виходити на зв'язок із загоном. Надійшла інформація, що буде штурм будівлі СБУ. Тому було вирішено залишити Донеччину. За допомогою організації місцевих воїнів-афганцівзведений загін залишив Донецьк на туристичних автобусах.
Після прибуття до Києва в. о. Голови Адміністрації Президента України Сергій Пашинський привітав зведений загін з успішним виконанням завдання
Вже у травні 2014 року зведений загін УДО базувався в м. Ізюм Харківської області, а в подальшому виконував завдання на горі Карачун. У подальшому загін брав участь у звільненні Слов'янська, звідки на чолі з міністром оборони Валерієм Гелетеєм відразу ж вирушив до Краматорська, а потім і до Артемівськаа. Після чого разом з силами 73 МЦСпО на чолі з Едуардом Шевченком було звільнення Дзержинськ.
15 липня 2014 року — за особисту мужність і героїзм, виявлені у захисті державного суверенітету та територіальної цілісності України, вірність військовій присязі, полковник Кошмяков нагороджений орденом «За мужність» II ступеня.
На Владислава Кошмякова в Офісі Президента України було офіційно зареєстровано шість подань на присвоєння звання генерал-майора, але жодне з них не потрапило в Указ Президента.
При виконанні службових обов'язків двічі отримував поранення.

## Цікаві факти
- Першу свою нагороду, від імені ПВС СРСР, медаль «В память 1500-летия Киева», заслужив під час самовільної відлучки з військової частини, 2 серпня 1989 року, коли під час святкування дня ВДВ в м. Києві відбулося обрушення Головпоштамту. У рішенні № 735 від 10.08.1989 р. Виконавчого комітету Київської міської Ради народних депутатів м. Києва вказано: «За самовіддану працю, проявлене високе почуття громадського обов'язку у проведенні аварійних і рятувальних робіт в ніч з 2 на 3 серпня 1989 р».
- Судові тяжби по засудженню членів банди «Перевертнів» тривали більше 10 років. За цей час, при загадкових обставинах в СІЗО-13, м. Києва було вбито лідера банди — підполковника Гончарова.